# تيسة (المغرب)
تِيسَّة مدينةٌ مغربيةٌ تقعُ شمالَ شرقِ مدينةِ فاس. تنتمي إلى إقليم تاونات بجهة فاس مكناس. بلغَ عددُ سكانِ بلديةِ تيسةَ 11،195 نسمةً وَفْقَ إحصاءِ ذي القَعْدَةِ 1435 (2014 مـ). تُعَدُّ من أهمِّ مراكزِ قبائلِ الحياينةِ، وتُنسَبُ عادةً إليها: تِيسَّةُ الحياينةِ.

## إجتماعي
تيسة مدينة فعالة على المستوى الوطني في الفروسية و تربية الخيل. أما على المستوى الاجتماعي فتيسة تعرف ازدهارا معروفا من طرف سكانها مما جعلها مدينة و قرية في آن واحد، وأيضا تعرف تيسة نهوضا اقتصاديا واسعا فكثرة المقاهي و الدكاكين والعديد من مقاهي الإنترنت شاهدة على ذلك مما ينهض بتيسة نحو التقدم الاجتماعي والاقتصادي،

## رياضة
أما على المستوى الرياضي ففي تيسة ثلاث نوادي رياضية تتدرب في ملعبها قرب «الكرص».

## التعليم
وبالنسبة لمجال التعليم فتيسة حضيت بثلاث مؤسسات ابتدائية واثنتان إعدادية وواحدة ثانوية مما يعطيها شحنة للتقدم والازدهار.

## سياحة
كما تنظم تيسة المهرجان المغربي للافلام القصيرة ، كما تعتبر تيسة محط انظار للسياح القادمين من أوروبا لموقعها المتميز و جوها الرطب البارد خصوصا من فرنسا و مقدونيا و جورجيا ، كما تعرف ازدهار في الصيف بسبب دخول المهاجرين إلى المغرب

## أعلام
و تعتبر تيسة موطنا للكثير من الرياضيين الصاعدين كالعداء زكرياء الجناتي الإدريسي الذي يعتبر من أقوى عدائي المسافات الطويلة بالمنطقة.[بحاجة لمصدر]